# Rolf Wandhoff
Rolf Wandhoff (* 15. September 1917 in Osnabrück; † 4. November 1995) war Regierungspräsident der Regierungsbezirke Lüneburg und Stade (1976–1981).

## Leben
Wandhoff wuchs in Freiberg auf, wo sein Vater Erich Professor an der Bergakademie war. Direkt nach dem Abitur folgten zunächst Arbeits- und dann Wehrdienst. Am Zweiten Weltkrieg nahm er von Anfang bis zum Schluss teil. 
Nach seiner Kriegsgefangenschaft absolvierte er das Studium der Rechtswissenschaften in Göttingen und Bonn. Nach kurzer Tätigkeit als Richter wechselte er 1951 ins Niedersächsische Innenministerium nach Hannover. 
1953 wechselte er zur Kommunalaufsicht der Bezirksregierung Osnabrück und übernahm die zwischenzeitliche Leitung des verwaisten Rechtsamtes und Amts für Kommunalaufsicht des Landkreises Grafschaft Hoya. 1955 wurde er in die Staatskanzlei als Referent des Ministerpräsidenten Hellwege für Verwaltungsreform, Kommunalrecht und Rundfunkfragen versetzt. Daneben war er Unterrichtsleiter für Kommunalrecht an den Verwaltungsakademien Bad Nenndorf und Osnabrück der Inspektoren-Anwärter.
1958 bewarb er sich mit Erfolg als Oberkreisdirektor des Landkreises Melle. 
Als Mitglied der sogenannten „Weberkommission“, Sprecher seiner Kollegen in Niedersachsen und in anderen Funktionen wirkte er weit über die Kreisgrenzen hinaus.
1968 wurde er zum Oberkreisdirektor des Landkreises Gifhorn gewählt. In seine Amtszeit fiel die Waldbrandkatastrophe 1975, bei der er in seiner Funktion oberster Katastrophen-Verantwortlicher war.
In der Diskussion um die zukünftige Gestaltung des bisherigen Kreises Melle wurde Rolf Wandhoff als Gifhorner Verwaltungschef im November 1971 in seinen früheren Wirkungskreis Melle eingeladen. In einem öffentlichen Plädoyer setzte er sich für die Schaffung der heutigen „Einheitsgemeinde“ Stadt Melle ein (MK 23. November 1971). Bis dahin hatte der kommunale Raum sich mehrheitlich für eine kleinteilige „Fünferlösung“ bei der kommunalen Neubildung des bisherigen Landkreises Melle eingesetzt. Nicht zuletzt dank seines Apells wurde die Gesetzesvorlage wenige Tage vor Einbringung in den Landtag geändert.
Unter Ministerpräsident Albrecht wurde Rolf Wandhoff 1976 zum Regierungspräsidenten von Lüneburg und Stade berufen. Durch die Zusammenlegung der bisherigen Regierungsbezirke Lüneburg mit Stade war Rolf Wandhoff Regierungspräsident von zunächst zwei niedersächsischen Bezirksregierungen.
In seine Amtszeit fielen die Auseinandersetzungen um das Atom-Endlager Gorleben oder der Durchbruch des Elbe-Seitenkanals. 
Nach seiner Pensionierung lebte er überwiegend in Melle. Für seine kommunalen Verdienste und Aktivitäten im Feuerwehrwesen und DRK erhielt er höchste Auszeichnungen, darunter das Große Bundesverdienstkreuz sowie das Große Niedersächsische Verdienstkreuz. Sein Interesse galt ferner der heimatkundlichen Erforschung des Grönegaus, deren Resultate er in Vorträgen weitergab.
Rolf Wandhoff starb mit 78 Jahren am 4. November 1995, beigesetzt wurde er in Melle. Dort liegt auch seine Ehefrau Lore, mit der er 52 Jahre verheiratet war.